# Alfabeto nacional chadiano
El alfabeto nacional chadiano es un alfabeto doble, a la vez en escritura latinas y árabe desarrollado por el Ministerio de Educación de Chad. Cada lengua chadiana debe estar escrita con este alfabeto, usando la escritura latina, la escritura árabe o ambas según el contexto.

## Letras
| mayúscula       | A | B | Ɓ | C  | CH | D     | Ɗ     | E  | Ɛ  | Ə  | F | G  | GB | H     | Ɦ  | I     |
| minúscula       | a | b | ɓ | c  | ch | d     | ɗ     | e  | ɛ  | ə  | f | g  | gb | h     | ɦ  | i     |
| transliteración | َ  | ب | ٻ | چ  | ش  | د / ض | ط     | ٜ   | ٛ   | ٘   | ف | ق  | ࢥ  | ه / ح | ۂ  | ِ      |
| mayúscula       | Ɨ | J | K | KH | KP | L     | M     | MB | MV | N  | N̰ | ND | NG | NJ    | Ŋ  | O     |
| minúsculos      | ɨ | j | k | kh | kp | l     | m     | mb | mv | n  | n̰ | nd | ng | nj    | ŋ  | o     |
| transliteración | ٖ  | ج | ك | خ  | ڮ  | ل     | م     | ݦ  | ࢧ  | ن  | ݧ | ڊ  | ڠ  | ڃ     | ݝ  | ٝ      |
| mayúscula       | Ɔ | P | R | R̰  | S  | SL    | T     | U  | V  | VB | W | Y  | Ƴ  | Z     | ZL | ʼ     |
| minúscula       | ɔ | p | r | r̰  | s  | sl    | t     | u  | v  | vb | w | y  | ƴ  | z     | zl | ʼ     |
| transliteración | ٚ  | پ | ر | ړ  | ص  | ݪ     | ت / ط | ُ   | ڤ  | ࢤ  | و | ي  | ڄ  | ظ     | ࢦ  | ء / ع |